# 오희중 (정치인)
오희중(吳熙重, 1942년 1월 25일 ~ 2004년 11월 23일)은 대한민국의 정치인이다. 제5·6·7대 대덕구청장을 역임했다.

## 학력
- 신탄진국민학교 (졸업)
- 대전중학교 (졸업)
- 대전고등학교 (졸업)
- 충남대학교 (영어영문학 / 학사)
- 한남대학교 (행정학 / 석사)

## 역대 선거 결과
|  | 49.2% |

|  | 62.61% |

|  | 83.76% |

|  | 45.84% |

|  | 28.67% |

| 전임 한범덕 | 제5·6·7대 대전광역시 대덕구청장 1995년 7월 1일 ~ 2003년 12월 17일 | 후임 (권한대행)장동만 (재보궐)김창수 |